# ZNF555
 (août 2025).
Protéine à doigt de zinc 555 (ZNF555, en. Zinc finger protein 555) est une protéine codée par le gène ZNF555. Ce gène est situé sur le bras court (19p13.3) du chromosome humain 19 (hg38) à la position chr19:2,841,573-2,853,952, couvrant 12 380 paires de bases. Il contient quatre exons codants.
ZNF555 appartient à la famille des doigts de zinc C2H2 associées à la boîte Krüppel (KRAB) et est prédite comme un régulateur transcriptionnel spécifique de séquence. Des travaux expérimentaux réalisés sur des myoblastes humains suggèrent que ZNF555 peut se lier à un activateur subtélomérique 4qA et moduler  l’expression du gène mitochondrial codant pour la translocase ADP/ATP SLC25A4 (ANT1), ce qui l’implique dans les mécanismes proposés pour la dystrophie musculaire facio-scapulo-humérale (FSHD).

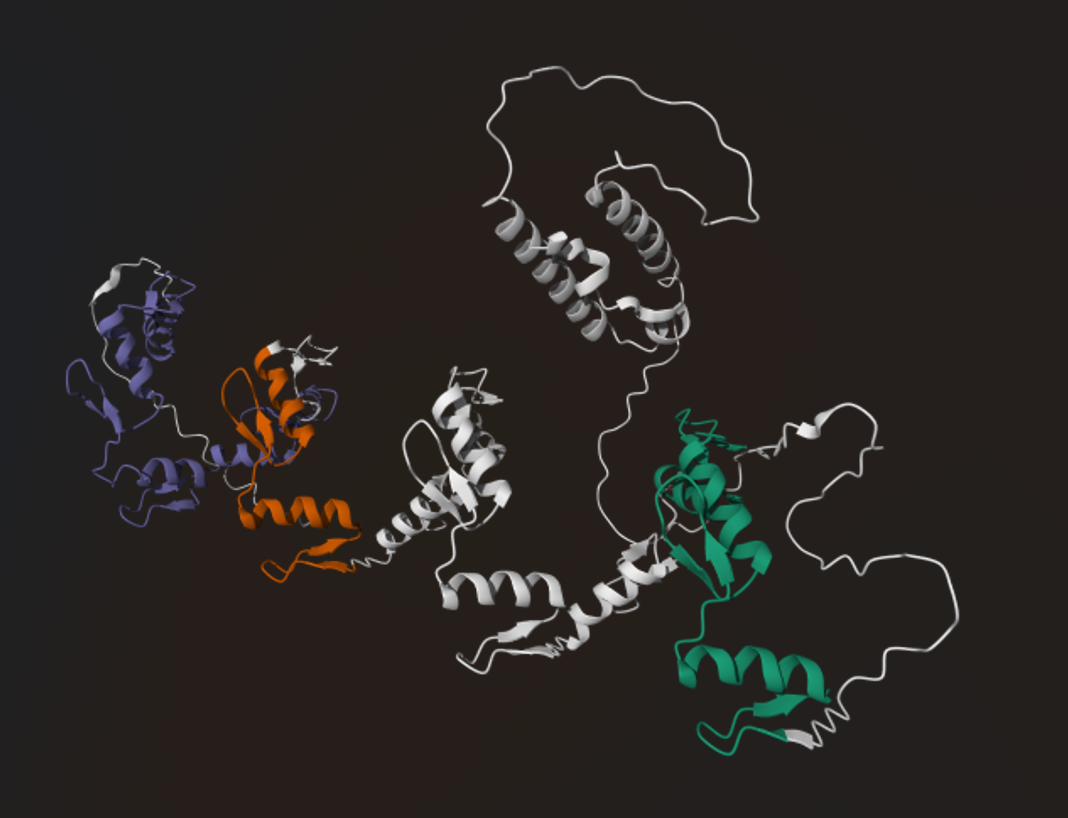
Predicted three-dimensional structure model of the human protein ZNF555 (UniProt ID: Q8NEP9), generated by the AlphaFold Protein Structure Database (DeepMind / EMBL-EBI).

[]

## Nomenclature
ZNF555 est également connu sous le synonyme DiPRO1 (Death, Differentiation, and PROliferation-related PROtein 1), nom qui lui a été récemment attribué en raison de fonctions nouvellement découvertess.

## Structure

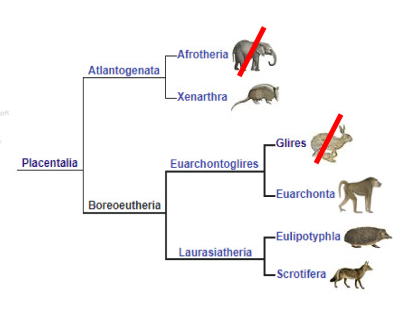
Historique évolutif des événements de gain/perte du gène DiPRO1/ZNF555 (chr19:2.841.435-2.860.471, GRCh38). Adapté de Rich et al., 2024, EMBO Molecular Medicine, doi:10.1038/s44321-024-00097-z, sous licence CC BY 4.0.

La protéine ZNF555 (Q8NEP9 ZN555_HUMAN) est composée de 628 acides aminés et possède un poids moléculaire d’environun d'environ 73,1 kDa. La protéine contient un domaine  KRAB-A et quinze domaines de doigt de zinc de type C2H2.
Deux isoformes supplémentaires sont prédites :
- Q8NEP9-2[8], qui se compose de 543 acides aminés qui diffère de l’isoforme complète par l’absence de trois domaines doigt de zinc
- Q8NEP9-4[8], composée de 627 acides aminés, qui diffère de l’isoforme complète par un seul acide aminé.

## Évolution et répartition chez les espèces
L'analyse phylogénétique suggère que le gène ZNF555 est conservé chez les mammifères placentaires et pourrait représenter un développement évolutif relativement récent. Des études génomiques comparatives indiquent une expansion statistiquement significative du gène chez les porcs, ours noirs d’Amérique et les furets, ces espèces possédant deux copies de ZNF555. Le gène est absent chez la plupart des rongeurs, des lapins et des éléphants, à l'exception du rat-taupe nu. Cette absence suggère que ces modèles animaux de laboratoire courants pourraient ne pas convenir à la recherche sur ZNF555.

## Fonction
ZNF555 appartient à la famille des protéines à doigts de zinc KRAB (KRAB-ZFP), impliquées dans la liaison à l'ADN et aux protéines, ainsi que dans la régulation transcriptionnelle. Bien que sa fonction biologique précise soit encore partiellement caractérisée, il est connu que ZNF555 participe à la répression épigénétique des éléments retrotransposables (REs), ainsi que à la différenciation et la prolifération des cellules musculaires. Selon ses partenaires protéiques en interaction, ZNF555 peut agir comme activateur ou répresseur transcriptionnel. De plus, il pourrait jouer un rôle dans la régulation de la méthylation des îlots CpG. 

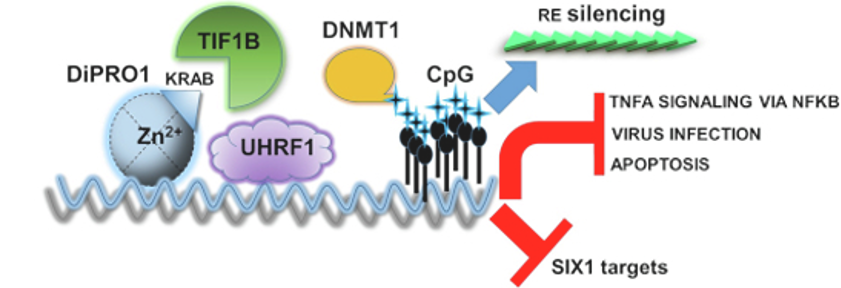
ZNF555 (DiPRO1) functions.

[]

## Interactions
Il a été démontré que ZNF555/DiPRO1 interagit avec  les protéines TIF1B /KAP1, UHRF1 ainsi qu'avec le complexe protéique MCM. La protéine ZNF555 partage certaines régions de liaison à l'ADN avec SIX1, un facteur de transcription régulant la myogenèse, et ZSCAN4, une protéine à doigt de zinc impliquée dans la stabilité génomique.

## Pertinence clinique
ZNF555 est associée à la dystrophie musculaire facio-scapulo-humérale (FSHD). De plus, le ZNF555  est lié à des cancers mésenchymateux, notamment le rhabdomyosarcome et le sarcome d'Ewing, où il est suggéré qu'il fonctionne  comme un inhibiteur de la mort des cellules cancéreuses.